# Christophe Lamaison
Pour les articles homonymes, voir Lamaison.
Pas d'image ? Cliquez ici

a Compétitions nationales et continentales officielles uniquement.

b Matchs officiels uniquement.
Christophe Lamaison (surnommé « Titou » Lamaison) est un joueur international de rugby à XV, né le 8 avril 1971 à Dax, de 1,80 m pour 90 kg. Il évolue au poste de centre, de demi d'ouverture ou d'arrière en club à l'Aviron Bayonnais, au SU Agen et à Brive essentiellement. Il est sélectionné à 37 reprises en équipe de France, de 1996 à 2001, équipe dont il est le troisième meilleur marqueur de points avec 380 unités. Son record a été battu par Frédéric Michalak le 22 août 2015. Avec les Bleus, il a été un acteur majeur de la victoire face à la Nouvelle-Zélande en demi-finales  de la Coupe du monde 1999 (43-31) où il a inscrit un essai, deux drops, trois pénalités, et quatre transformations. 

## Carrière

### En club
Le 25 janvier 1997, il joue avec le CA Brive la finale de la Coupe d'Europe (première édition avec les clubs anglais) à l'Arms Park de Cardiff face au Leicester Tigers, les brivistes s'imposent 28 à 9 et deviennent les deuxièmes champions d'Europe de l'histoire après le Stade toulousain en 1996. La saison suivante, il revient en finale avec le CA Brive au Parc Lescure de Bordeaux face à Bath mais les Anglais s'imposent 19 à 18.
Après avoir brillé avec les clubs de Brive et d'Agen avec lesquels il obtient plusieurs titres (notamment vainqueur de la coupe d'Europe en 1997 avec Brive), il revient à l'Aviron bayonnais où il a débuté. Lamaison arrête sa carrière de joueur professionnel en 2004, il prend cette décision alors que son jeu est très apprécié en Angleterre et qu'il a une proposition pour jouer avec le club anglais des Saracens. 
Il finit sa carrière dans le club amateur de Saint-Médard en Jalles en division Fédérale.
En 2010, il signe dans le club amateur d'Arcangues où il occupe le rôle d'entraîneur-joueur, il rechausse les crampons quatre ans après avoir arrêté la pratique du rugby jusqu'en 2013 avant d'arrêter totalement les matchs pour ne plus être que seulement entraîneur. Il quitte finalement le club un an plus tard à l'été 2014.

### En équipe de France
"Titou" Lamaison a connu sa première sélection le 30 novembre 1996 contre les Springboks.
De 2001 à 2015, il détient le record en équipe de France de points marqués et de transformations réussies avec respectivement 380 points et 59 transformations. Le record de points est depuis le 23 août 2015 détenu par Frédéric Michalak. Sa réussite dans le jeu au pied (3 pénalités, 2 drops, 1 essai et 4 transformations) fut pour beaucoup dans la victoire historique de l'équipe de France en demi-finale de la Coupe du Monde face à la Nouvelle-Zélande sur le score de 43-31, le 31 octobre 1999 au stade de Twickenham. Lors de la finale perdue face à l'Australie, il inscrit la totalité des points de son équipe en réussissant quatre pénalités. 
Christophe Lamaison a réussi deux fois le full house, c'est-à-dire de marquer au moins un essai, une transformation, un drop et une pénalité : il l'a réalisé contre la Nouvelle-Zélande lors de la Coupe du monde 1999 et avant contre l'Angleterre, à Twickenham également, lors du tournoi des Cinq Nations 1997 (victoire 23-20).

## Reconversion
À la fin de sa carrière, il crée une société qui s'occupe d'énergies nouvelles, comme, entre autres, l'installation de panneaux solaires.

## Palmarès

### En club

#### Avec l'Aviron bayonnais
- Coupe André Moga :
  - Vainqueur (1) : 1995
- Championnat de France de Pro D2 :
  - Finaliste (1) : 2004 face au FC Auch

#### Avec le CA Brive
- Coupe d'Europe :
  - Vainqueur (1) : 1997 face à Leicester
  - Finaliste (1) : 1998 face à Bath
- Coupe de France :
  - Finaliste (1) : 2000 face au Biarritz olympique

#### Avec le SU Agen
- Championnat de France de première division : 
  - Finaliste (1) : 2002 face au Biarritz olympique

### En équipe de France
- Grand Chelem en 1997 et 1998
- Coupe latine en 1997

#### Tournoi des Cinq/Six Nations
| Édition           | Rang | Résultats France | Résultats Lamaison | Matchs Lamaison |
| ----------------- | ---- | ---------------- | ------------------ | --------------- |
| Cinq Nations 1997 | 1    | 4 v, 0 n, 0 d    | 3 v, 0 n, 0 d      | 3/4             |
| Cinq Nations 1998 | 1    | 4 v, 0 n, 0 d    | 4 v, 0 n, 0 d      | 4/4             |
| Six Nations 2000  | 2    | 3 v, 0 n, 2 d    | 1 v, 0 n, 0 d      | 1/5             |
| Six Nations 2001  | 5    | 2 v, 0 n, 3 d    | 2 v, 0 n, 2 d      | 4/5             |

Légende : v = victoire ; n = match nul ; d = défaite ; la ligne est en gras quand il y a Grand Chelem.

#### Coupe du monde
- Finaliste en 1999 : 6 sélections (Canada, Namibie, Fidji, Pumas, All Blacks, Wallabies). Il a marqué 65 points: 1 essai, 9 transformations, 2 drops et 12 pénalités[5].

| Édition          | Rang      | Résultats France | Résultats Lamaison | Matchs Lamaison |
| ---------------- | --------- | ---------------- | ------------------ | --------------- |
| Royaume-Uni 1999 | Finaliste | 5 v, 0 n, 1 d    | 5 v, 0 n, 1 d      | 6/6             |

Légende : v = victoire ; n = match nul ; d = défaite.

### Distinctions personnelles
- Oscars du Midi olympique :  Oscar d'Or 1997

## Statistiques en équipe nationale
- 37 sélections, de 1996 à 2001
- Sélections par année : 2 en 1996, 10 en 1997, 6 en 1998, 11 en 1999, 4 en 2000, 4 en 2001.
- 2 essais, 6 drops, 78 pénalités, 59 transformations
- 380 points inscrits en 37 tests-matchs : deuxième meilleur réalisateur français en matchs internationaux depuis 2001
- 133 points (1 essai , 2 drops, 26 pénalités, 22 transformations) inscrits dans le tournoi des cinq nations: meilleur réalisateur français des tournois 1997 (42 points) et 1998 (39 points).